# Masahiro Sakurai
Masahiro Sakurai (桜井 政博 Sakurai Masahiro, nascut el 3 d'agost de 1970) és un creador de videojocs japonès. És famós degut a la creació de les sagues Kirby i Super Smash Bros.. També és conegut per encapçalar el disseny dels videojocs Meteos l'any 2005, Kid Icarus: Uprising l'any 2012 i la seva col·laboració amb la revista Famitsu, en la que escriu una columna setmanal.
Va unir-se a l'empresa HAL Laboratory l'any 1989, a la jove edat de 19 anys. L'any 2003 va abandonar HAL i després de dos anys col·laborant amb Q Entertainment, al 2005, va fundar la seva pròpia empresa, Sora Ltd., en la que segueix treballant avui en dia.
Durant la seva carrera com a dissenyador de videojocs ha interpretat el doblatge de múltiples personatges dels seus propis títols.

## Biografia

### Abans d'unir-se a HAL (1970-1989)
Nascut a la ciutat de Mushimurayama, Tòquio, Masahiro Sakurai va afirmar en una entrevista que el seu primer contacte amb la indústria del videojoc va ser quan tenia 5 anys. Ell jugava a un joc de tenis amb un comandament paddle i li semblava increïble que tanta gent ignorés el que els videojocs oferien.
Deia, que quan va arribar a la secundària menor el seu interès pels videojocs va créixer, va comprar el Family Computer Basic i va començar a aprendre a crear videojocs.
El mateix Sakurai va dir:
Mentre era a la secundària vaig buscar una feina a mitja jornada i amb el que podia estalviar comprava software per experimentar i aprendre com funcionaven els videojocs.
Quan es va graduar del batxillerat va entrar a la carrera d'enginyeria elèctrica, però poc després de començar la carrera va començar a veure que el que estava estudiant cada cop se separava més del que volia fer. Aquell mateix any (1988) Sakurai va participar en un concurs de creació d'històries pel videojoc Phantasy Star II de Sega, per a la consola Sega Mega Drive i el va guanyar. Aquest fet va fer que abandonés la universitat i es decantés totalment cap a la creació de videojocs, unint-se a HAL Laboratory.

### Època a HAL (1989-2003)
A l'unir-se a HAL Lab. va començar a desenvolupar un videojoc que consistia en un personatge blanc i rodó que tenia la capacitat d'aspirar objectes. Després de col·laborar en la creació del joc de rol Arcana va dirigir la seva creació per a la consola portàtil Nintendo Gameboy, Kirby's Dream Land, originalment titulat “Kirby of the stars” l'any 1992.
El joc va ser un èxit i va vendre més de 5 milions de còpies a tot el món i va aconseguir solucionar la crisi administrativa de l'empresa.
El següent treball, Kirby's Adventure, va reconstruir definitivament l'empresa i Sakurai va treballar novament com a director.
Aquest joc, llançat el 1993, es caracteritza per la introducció de l'habilitat de còpia, que permet al protagonista absorbir les habilitats dels seus enemics i un gran augment de duració al joc. Tot i que el llançament va ser a finals del 1993 i la següent generació de consoles ja havia estat llançada el joc va servir per vendre un últim milió per a la consola NES.
El 1996, va produir i supervisar el joc per a la Super Nintendo Entertainment Kirby Super Star que tenia com a objectiu augmentar ambiciosament les prestacions que oferia el títol anterior, aprofitant la potència de la nova SNES. El treball va ser publicat per Shigeru Miyamoto, que volia crear el concepte de "permetre que dues persones juguin a la vegada en un joc d'acció de desplaçament lateral", no només va fer canvis en el sistema de joc sinó també en la restricció que els gràfics són 2D fent que és pogués viatjar a diferents profunditats utilitzant el Mode 7(Suficient per permetre als empleats acceptar).
El videojoc per la consola Nintendo 64 llançat el 1999 "Nintendo All-Star! Super Brawl Smash Brothers" o altrament conegut com a Super Smash Bros. va ser planificat com un joc de lluita d'acció en 2.5D utilitzant el control analògic del nou comandament de la Nintendo 64.
Volia trencar amb la lògica dels típics jocs de lluita, per tant, va fer una obra en la que podien lluitar fins a quatre jugadors. En comptes d'utilitzar una barra de vida, utilitzarien percentatges i l'objectiu del joc era fer fora l'oponent de l'escenari en comptes d'acabar amb ell.
Des del principi d'octubre de 1996, Com que hi havia un mal presagi que les ventes del joc caurien si contenien personatges diferents o nous, Sakurai va anar a negociar amb la central i Shigeru Miyamoto per poder usar personatges de Nintendo com Mario, Link o Samus. A més, sembla que el gerent de Satoru Iwata, que també era el seu cap compartia la seva opinió.
Finalment, el joc va ser llançat 21 de gener de 1999, quan la consola Nintendo 64 portava 3 anys al mercat. Va ser un èxit, venent 1,7 milions de còpies al Japó i 2,93 milions als Estats Units. En total va vendre 5,55 milions de còpies a tot el món.
Dos anys després del llançament de Super Smash Bros., el 2001,es va publicar una seqüela per la antecessora de la Nintendo 64, Super Smash Bros. Melee. Aquesta edició contenia 13 nous personatges i va vendre 7 milions a tot el món. Va ser el joc més venut de la consola GameCube.
L'any 2003 Masahiro Sakurai va abandonar HAL Laboratory, ja que deia que estava esgotat de que el públic demanés seqüeles. Cita textual de les seves paraules: 
"Fins i tot si es tracta d'una seqüela, molta gent ha de donar-ho tot per fer un joc, però algunes persones pensen que el procés de crear-la passa de manera natural".
Tot i convertir-se en productor de jocs, Sakurai seguia sent un consumidor d'aquests. El contingut de la columna "Thinking about Masahiro Sakurai's game" que va començar a publicar-se a la revista Weekly Famitsu des de 2003 ens mostra que segueix sent actiu i engresca a la comunitat a ser crítica amb els jocs.

### Abandonament de HAL-Present (2003-)
Després d'abandonar HAL, Sakurai només va participar en la creació de Meteos i Mushiking: The King of Beetles, però l'any 2005 Nintendo li va oferir feina per crear un nou títol de la saga Super Smash Bros. que va canviar totalment la situació de Sakurai. Ell va acceptar l'oferta, donant lloc a Super Smash Bros. Brawl la tercera entrega de la Saga Super Smash Bros., que acabarà tenint un total de 5 entregues.
Sakurai, segueix treballant per a Nintendo avui en dia, produint 3 jocs des del 2008 fins al 2018. Els títols són: Kid Icarus:Uprising, Super Smash Bros. (Wii U/3DS), Super Smash Bros. Ultimate.

## Videojocs i vendes
| Any de llançament | Nom                               | Plataforma           | Rol(s)                          |
| ----------------- | --------------------------------- | -------------------- | ------------------------------- |
| 1992              | Arcana                            | SNES                 | Agraïments                      |
| 1992              | Kirby's Dream Land                | Gameboy              | Director, Dissenyador           |
| 1993              | Kirby's Adventure                 | NES                  | Director, Dissenyador           |
| 1996              | Kirby Super Star                  | SNES                 | Director                        |
| 1999              | Super Smash Bros.                 | N64                  | Director                        |
| 2000              | Kirby 64: The Crystal Shards      | N64                  | Actor de doblatge (King Dedede) |
| 2000              | Kirby Tilt 'n' Tumble             | GBC                  | Agraïments                      |
| 2001              | Super Smash Bros. Melee           | GameCube             | Director                        |
| 2002              | Kirby: Nightmare in Dreamland     | GBA                  | Director                        |
| 2002              | Fire Emblem: The Binding Blade    | GBA                  | Agraïments                      |
| 2003              | Kirby Air Ride                    | GameCube             | Director                        |
| 2004              | Kirby & The Amazing Mirror        | GBA                  | Supervisor                      |
| 2005              | Meteos                            | NDS, Telèfons Mòbils | Director                        |
| 2005              | Mushiking: The King of Beetles    | Arcade               | Dissenyador                     |
| 2008              | Super Smash Bros. Brawl           | Wii                  | Director                        |
| 2012              | Kid Icarus: Uprising              | Nintendo 3DS         | Director                        |
| 2014              | Super Smash Bros. for (3DS/Wii U) | Nintendo 3DS         | Director                        |
| 2018              | Super Smash Bros. Ultimate        | Nintendo Switch      | Director                        |